# Liste der Schüler Erhard Weigels
Die alphabetische Liste der Schüler Erhard Weigels führt alle die Personen auf, die bei Erhard Weigel studierten bzw. als Studenten maßgeblich von ihm beeinflusst wurden. Weigel hatte durch sein Wirken und sein Vorbild einen beträchtlichen Einfluss auf seine Zeitgenossen. Viele seiner Schüler wurden ebenfalls bedeutende Gelehrte, Mathematiker, Astronomen, Philosophen oder Pädagogen.
Grundlage bilden insbesondere die in Erhard Weigel (1625–1699) und seine Schüler veröffentlichte Liste und das auf den Seiten der Erhard-Weigel-Gesellschaft geführte Verzeichnis.

## Liste

### B
- Johann Gottfried Barth (1675–1723)

aus Plech in Franken, 8. Mai 1696 Immatrikulation an der Universität Jena, Mitglied des Nürnberger Weigel-Kreises.
- Daniel Christoph Beckher (1658–1691)

aus Königsberg (Preußen)
- Johannes Bödiker (1641–1695)

aus einem Dorf nahe Stettin, 1662 Immatrikulation an der Universität Jena, Studium in Jena bis 1665, wo Weigel einer seiner „wichtigsten Lehrer“ war, 1675–1695 Rektor am Köllnischen Gymnasium.
- Johannes Bohn (1640–1718)

aus Leipzig, Sommersemester 1658 Immatrikulation an der Universität Jena,
- Johann Braun

aus Nürnberg, 1. Juli 1654 Immatrikulation an der Universität Jena, 1657 Respondent: Erhardi Weigelii […] Astronomiae Pars Sphaerica Methodo. Euclidea Conscripta. Jena 1657, Teil 3.
- Heinrich Brökelmann

aus Dortmund, 18. August 1654 Immatrikulation an der Universität Jena, 1657 Respondent: Erhardi Weigelii […] Astronomiae Pars Sphaerica Methodo Euclidea Conscripta. Jena 1657, Teil 2.
- Georg Arnold Burger (1649–1716)

aus Nürnberg, 1668 Immatrikulation an der Universität Jena, bis 1672 Studium der Mathematik und der Theologie an der Universität Jena, 1675 Mitglied des Pegnesischen Blumenordens (Asterio I.), Großvater von Johann Friedrich Stoy.
- Caspar Bussing (1658–1732)

aus Neukloster in Mecklenburg, 11. Mai 1677 Immatrikulation an der Universität Jena, bis 1679 Studium der Mathematik und der Theologie an der Universität Jena, 1679 Respondent: […] De Supputatione Multitudinis a Nullitate per Unitates finitas in Infinitum collineantis […]. Jena 1679.

### C
- David Caspari (1648–1702)

aus Königsberg in Preußen, 1673 Immatrikulation an der Universität Jena, Vater von Georg Caspari.
- Johann Jacob Chuno (1661–1715)

aus Kassel, 1680–1682 Studium der Mathematik an der Universität Jena, insbesondere bei Weigel, Gründungsmitglied der Kurfürstlich-Brandenburgischen Societät der Wissenschaften.
- Detlev Clüver (ca. 1645–1708)

aus Schleswig, 13. Mai 1663 Immatrikulation an der Universität Jena, Studium der Theologie, Philosophie und Mathematik an der Universität Jena.
- Johann Achatius Cöler (1663–1713)

aus Heilsbronn, 16. Juli 1685 Immatrikulation an der Universität Jena.
- Johann Albert Cranz (1649–1720)

aus Lemberg, 3. Juli 1669 Immatrikulation an der Universität Jena, 1672 Respondent: Universi Corporis Pansophici Prodromvs De Gradibvs Humanae Cognitionis […]. Jena 1672.

### D
- Peder Deichmann (1667–1717)

aus Kopenhagen, 5. April 1689 Immatrikulation an der Universität Jena, Besuch von Weigels „Collegium curiosum“ (gemeinsam mit Erik Mule), überliefert ist ein Reisebericht Deichmanns in der Nationalbibliothek Oslo.
- Liborius Depkin (1652–1708)

aus Riga, 18. Juni 1683 Immatrikulation an der Universität Jena, 1683 Promotion zum Magister.
- Georg Samuel Dörffel (1643–1688)

aus Plauen im Vogtland, 11. Oktober 1662 Immatrikulation an der Universität Jena, bis 1663 Studium der Theologie und Mathematik an der Universität Jena, 1663 Respondent: Exercitatio Philosophica De Qvantitate Motus Gravium […]. Jena 1663,
- Johann Friedrich Dürr (1654–1729)

aus Weidenbach in Franken, 25. Oktober 1677 Immatrikulation an der Universität Jena, 1680 Promotion zum Magister.

### E
- Heinrich Christoph Ebell (1652–1727)

aus Göttingen, 15. Oktober 1672 Immatrikulation an der Universität Jena, 1674 Respondent: […] Pendulum ex Tetracty deductum […]. Jena 1674.
- Georg Christoph Eimmart (1638–1705)

aus Regensburg, 20. Juni 1655 Immatrikulation an der Universität Jena, bis 1658 Studium der Mathematik und der Rechte an der Universität Jena, 1657 Respondent: Erhardi Weigelii […] Astronomiae Pars Sphaerica Methodo Euclidea Conscripta. Jena 1657, Teil 2, Korrespondenzpartner von Weigel.

### F
- Johann Fasold (1640–1722)

aus Bayreuth, 1670 Immatrikulation an der Universität Jena, 25. Juli 1670 Deposition,
- Conrad Feuerlein (1629–1704)

aus Schwabach, 1649 Immatrikulation an der Universität Jena, Privathörer von Weigel in Leipzig, 1653 Promotion zum Magister an der Universität Jena.
- Johann Conrad Feuerlein (1656–1718)

aus Eschenau (geb.) bzw. Nürnberg, 1678 Immatrikulation an der Universität Jena, hatte bereits vorher den Magistergrad erworben, Sohn von Conrad Feuerlein, Vater von Jakob Wilhelm Feuerlein.
- Johann Fikenscher (1638–1722)

aus Mönchsberg in Franken, 15. Juni 1659 Immatrikulation an der Universität Jena, 1663 Promotion zum Magister.
- Dethlev Marcus Friese (1634–1710)

aus Holstein, 1657 Respondent: Erhardi Weigelii […] Astronomiae Pars Sphaerica Methodo Euclidea Conscripta. Jena 1657, Teil 3.
- Johann Leonhard Frisch (1666–1743)

aus Sulzbach, 12. Mai 1686 Immatrikulation an der Universität Jena,

### G
- Johannes Gaupp (1667–1738)

aus Lindau, 4. Juni 1685 Immatrikulation an der Universität Jena, bis 1689 Studium der Theologie und Mathematik an der Universität Jena.
- Georg Christoph Gebhardi (1667–1693)

aus Braunschweig
- Veit Christian Gebhardi (1646–1701)

aus Braunschweig, 23. Mai 1666 Immatrikulation an der Universität Jena, 1669 Respondent: […] Libram […]. Jena 1669.
- Philipp Otto Gercken (1646–1673)

aus Hildesheim, 12. Mai 1666 Immatrikulation an der Universität Jena, 1667 Respondent: Dissertatio […] Politica […] De Ratione Status. Jena 1667.
- Christoph Jacob Glaser (1662–1722)

aus Mehrendorf bei Nürnberg, 17. Mai 1689 Immatrikulation an der Universität Jena, bis 1690 Studium der Theologie an der Universität Jena, erwarb bereits 1688 mit einer astronomischen Disputation unter dem Vorsitz von Johann Christoph Sturm den Magistergrad an der Universität Altdorf.
- Petrus Glaser

aus Waltershausen in Thüringen, 7. Januar 1656 Immatrikulation an der Universität Jena, 1657 Respondent: Erhardi Weigelii […] Astronomiae Pars Sphaerica Methodo Euclidea Conscripta. Jena 1657, Teil 3.
- Valentin Gleim (1631–1670)

aus Braunschweig, 21. März 1654 Immatrikulation an der Universität Jena, 1657 Respondent: Erhardi Weigelii […] Astronomiae Pars Sphaerica Methodo Euclidea Conscripta. Jena 1657, Teil 1.
- Georg Heinrich von Goertz-Schlitz (1668–1719)

aus Franken, 17. März 1693 Immatrikulation an der Universität Jena, verließ Jena 1698.
- Georg Götze (1633–1699)

aus Wechmar in Thüringen, 1657 Respondent: Erhardi Weigelii […] Astronomiae Pars Sphaerica Methodo Euclidea Conscripta. Jena 1657, Teil 1, 1665 Professor für Moral und Politik an der Universität Jena, später Generalsuperintendent in Jena.
- Jacob Griesel

von Weigel als sein Schüler bezeichnet.
- Johann Gropp (1655–1709)

aus Wunsiedel, 1678 Immatrikulation an der Universität Jena, 5. Juni 1678 Deposition, bis 1680 Studium an der Universität Jena.
- Christian Gryphius (1649–1706)

aus Glogau in Schlesien, 1668 Immatrikulation an der Universität Jena, wohnte bei Weigel.

### H
- Johann Daniel Haake (1651–1705)

aus Bopfingen bei Nördlingen, 1668 Immatrikulation an der Universität Jena, 1671 Respondent: Pancosmus […]. Jena 1671.
- Conrad Hacker (1650–1719)

aus Mönchsberg in Franken, 1671 Immatrikulation an der Universität Jena.
- Joachim Heinrich Hagen (1648–1693)

aus Bayreuth, 26. Juli 1669 Immatrikulation an der Universität Jena, wohnte bei Weigel, 1671 Respondent: Pancosmus […]. Jena 1761.
- Georg Albrecht Hamberger (1662–1716)

aus Beyerberg in Franken, 26. April 1684 Immatrikulation an der Universität Jena, erwarb 1684 den Magistergrad, heiratete 1695 Weigels Enkelin Sophie Katharina Spitz, 1694 Professor für Mathematik an der Universität Jena, führte nach Weigels Tod gemeinsam mit Johannes Meyer und Johann Christoph Sturm Weigels Bestrebungen zur Überwindung der Kalenderspaltung fort.
- Georg Reichard Hammer (1635–1697)

aus Marienberg in Meißen, 14. Juli 1656 Immatrikulation an der Universität Jena.
- Martin Hanke (1633–1709)

aus Breslau, 1652 Immatrikulation an der Universität Jena, wohnte bei Weigel.
- Martin Hartmann (1643–1693)

aus Leipzig, 29. Juli 1655 Immatrikulation an der Universität Jena, 1666 Respondent: Disputatio […] De Luce Cometarum […]. Jena 1666, 1669 Dr. med., Sohn aus erster Ehe von Weigels Frau Elisabeth, verwitwete Hartmann, geborene Beyer.
- Johann Paul Hebenstreit (1664–1718)

aus Neustadt an der Orla, 18. Juni 1679 Immatrikulation an der Universität Jena, erwarb 1681 den Magistergrad, Korrespondenzpartner von Weigel.
- Paul Heigel (1640–1690)

aus Nürnberg, 6. Oktober 1656 Immatrikulation an der Universität Jena, 1658 Promotion zum Magister unter Weigel.
- Valentin Heins (1637–1704)

aus Hamburg, 18. Mai 1659 Immatrikulation an der Universität Jena.
- Johann Ludwig Hocker (1670–1746)

aus Lentersheim bei Heilsbronn, 30. Mai 1690 Immatrikulation an der Universität Jena, wohnte 1693 in Weigels Haus und disputierte 1694 unter Hamberger.
- Friedrich Hoffmann (1660–1742)

aus Halle, 26. Januar 1678 Immatrikulation an der Universität, Cand. med. 26. Januar 1681, Studium der Medizin und Mathematik an der Universität Jena.
- Johann Heinrich Hoffmann (1669–1716)

aus Kerspleben (geb.) bzw. Wiehe in Thüringen, 14. Mai 1689 Immatrikulation an der Universität, Vertrauter von Weigel, wohnte im Haus von Weigel, 1696 Begleiter von Weigel auf dessen Reise nach Dänemark.
- Johann Hofmeister

aus Braunschweig, 24. Juli 1655 Immatrikulation an der Universität Jena, 1657 Respondent: Erhardi Weigelii […] Astronomiae Pars Sphaerica Methodo Euclidea Conscripta. Jena 1657, Teil 1.
- Bonde Humerus (1659–1727)

aus Småland, 11. September 1690 Immatrikulation an der Universität Jena, 1691 Respondent: Erhardi Weigelii […] Compendium Logisticae Praemissa Doctrina de tribus Mentis Operationibus in Computando […]. Jena 1691, 1691 Bonde Humerus, Johannes David Jacobi: Stemma Sveonum in Caelo Heraldico. Jena 1691.

### J
- Johannes David Jacobi

aus Kindelbrück in Nordthüringen, 18. September 1688 Immatrikulation an der Universität Jena, 1691 Respondent: Bonde Humerus, Johannes David Jacobi: Stemma Sveonum in Caelo Heraldico. Jena 1691.

### K
- Johann Friedrich Kipsch

aus Altenburg, 1671 Immatrikulation an der Universität Jena, 1680 Mitarbeit an der Schrift: Cosmologia Nucleum Astronomiae & Geographiae […]. Jena 1680.
- Gottfried Kirch (1639–1710)

aus Guben, 1673 hörte Kirch Vorlesungen von Weigel in Jena, Korrespondenzpartner von Weigel.
- Gottfried Klinger (–Dez. 1678)

aus Zittau, 12. Oktober 1672 Immatrikulation an der Universität Jena,
- Johann Knopf (1634–1691)

aus Hadeln, 1. Juni 1654 Immatrikulation an der Universität Jena, 1657 Respondent: Erhardi Weigelii […] Astronomiae Pars Sphaerica Methodo Euclidea Conscripta. Jena 1657, Teil 1.
- Martin Knorre aus Halle, Mathematiker

- Johann Friedrich Krebs (1651–1721)

aus Bayreuth, 1670 Immatrikulation an der Universität Jena, 7. Mai 1670 Deposition, 1671 Respondent: Pancosmus […]. Jena 1671, Mitglied der Pythagoraeischen Gesellschaft in Jena.
- Johann Christian Krimmer

aus Zeitz, 1672 Respondent: Universi Corporis Pansophici Prodromvs De Gradibvs Humanae Cognitionis […]. Jena 1672.
- Quirinus Kuhlmann (1651–1689)

aus Breslau, 1670 Studium der Rechtswissenschaft an der Universität Jena, er „war dort unter dem Einfluß Weigels an die moderne Wissenschaft herangeführt worden“

### L
- Georg Christoph Lang (1636–1689)

aus Nürnberg, 1655 bis 1657 Studium an der Universität Jena, Vater der nachfolgenden drei Brüder.
- Jacob Ambrosius Lange von Langenthal (1665–1725)

aus Etzelwang in Franken, Bruder von Johannes Michael und Nicolaus Christoph Lang.
- Johannes Michael Lang (1664–1731)

aus Etzelwang in Franken, 23. März 1688 Immatrikulation an der Universität Jena, erwarb bereits 1687 den Magistergrad an der Universität Altdorf, hielt bis 1691 in Jena Vorlesungen, 1690 Adjunkt an der philosophischen Fakultät, Bruder von Jacob Ambrosius und Nicolaus Christoph Lang, 1704 Heirat mit Dorothea Spitz, einer Enkelin von Weigel.
- Nicolaus Christoph Lang (–1693)

aus Etzelwang in Franken, 23. März 1688 Immatrikulation an der Universität Jena, bis 1691 Studium der Rechte und der Kriegsbaukunst an der Universität Jena, Bruder von Jacob Ambrosius und Johannes Michael Lang.
- Nicolaus Langenberg

aus Osnabrück, 1657 Respondent: Erhardi Weigelii […] Astronomiae Pars Sphaerica Methodo Euclidea Conscripta. Jena 1657, Teil 3.
- Christian Lauterbach (1663–1720)

aus Eutin, 5. Juli 1686 Immatrikulation an der Universität Jena, bis 1690 Studium der Theologie an der Universität Jena, wohnte in Weigels Haus, reiste 1687 mit Weigel nach Wien.
- Johann Balthasar Lauterbach (1663–1694)

aus Ulm, 24. Mai 1683 Immatrikulation an der Universität Jena, Studium der Mathematik bei Weigel und Johann Andreas Schmidt, trat 1684 als Respondent in einer Disputation auf.
- Johann Christoph Layritz (1655–1731)

aus Hof, 1677 Immatrikulation an der Universität Jena, 12. November 1677 Deposition,
- Johann Georg Layritz (1647–1716)

aus Hof, 1667 Immatrikulation an der Universität Jena, 8. Oktober 1667 Deposition,

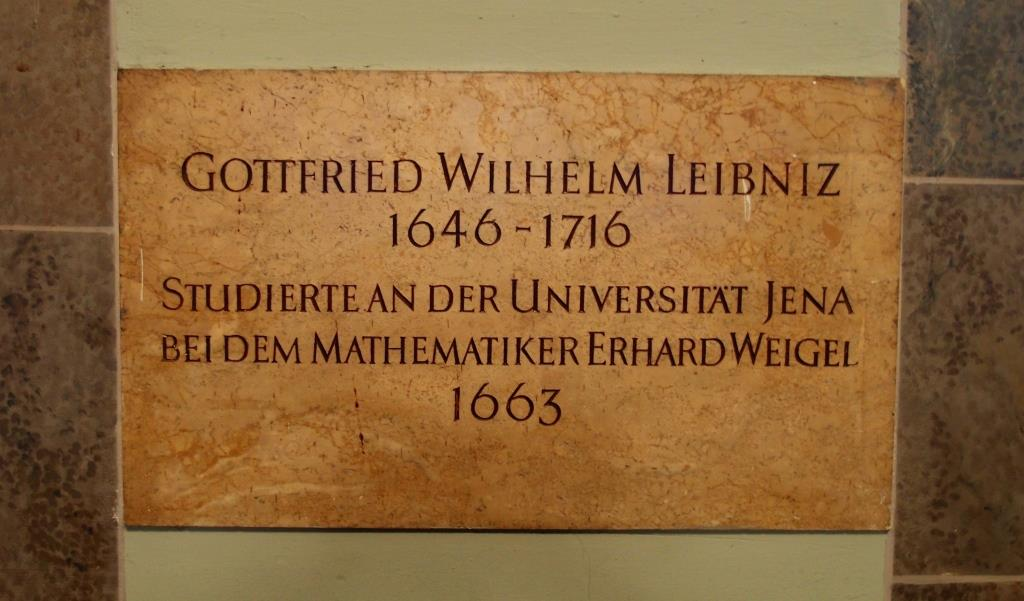
Tafel zur Erinnerung an Gottfried Wilhelm Leibniz und Erhard Weigel in der Universität Jena

- Gottfried Wilhelm Leibniz (1646–1716)

aus Leipzig, 10. Juni 1663 Immatrikulation an der Universität Jena, Studium der Mathematik an der Universität Jena, Korrespondenzpartner von Weigel.
- Martin Leidel (vor 1671–nach 1698)

aus Hannover, ab ca. 1685 in Jena, bezeichnete sich auf dem Titel einer Druckschrift als „amanuensis“ Weigels, der den Professor über zehn Jahre auf Reisen begleitete und in „Kunst-Sachen“ an die Hand ging, als Weigel-Schüler auch im Eimmart-Nachlass in St. Petersburg erwähnt.
- Ferdinand Helfreich Lichtscheid (1661–1707)

aus Würmling bei Wien, 31. Oktober 1682 Immatrikulation an der Universität Jena, Studium der Theologie, hörte aber auch die öffentlichen und privaten „Lektionen bei Erhard Weigel“.
- Heinrich von der Lith (1648–1782)

aus Verden bei Bremen, 1669 Immatrikulation an der Universität Jena, erwarb 1671 den Magistergrad und hielt Vorlesungen, 1672 Mitglied der pythagoraeischen Gesellschaft und der Gesellschaft der Disquirenten unter Weigel, 1675 Adjunkt an der philosophischen Fakultät, 1676 Mitarbeiter an der Stadtkirche in Jena.
- Heinrich Wilhelm Ludolf (1655–1712)

aus Erfurt, August 1674 Immatrikulation an der Universität Jena.

### M
- Friedrich Madeweis (1648–1705)

aus Sammentin bei Arnswalde in der Neumark, 1664–1672 Studium an der Universität Jena, Immatrikulation erst am 6. Mai 1667, „saß unter Weigels Zuhörern“.
- Jacob von Melle (1659–1743)

aus Lübeck, 10. Oktober 1676 Immatrikulation an der Universität Jena,
- Johannes Meyer (1651–1719)

aus Kraslice in Böhmen, 1679 bis 1684 Studium der Rechte und der Mathematik an der Universität Jena, Vertrauter von Weigel, führte nach Weigels Tod gemeinsam mit Georg Albrecht Hamberger und Johann Christoph Sturm Weigels Bestrebungen zur Überwindung der Kalenderspaltung fort, Korrespondenzpartner von Weigel.
- Erik Mule (1669–1751)

aus Odense, 20. März 1689 Immatrikulation an der Universität Jena, Besuch von Weigels „Collegium curiosum“ gemeinsam mit Peder Deichmann.
- Johann Christoph Müller (1673–1721)

aus Wöhrd bei Nürnberg, Bekanntschaft mit Weigel in den 1690er Jahren; dass er in Jena studiert hat wird allerdings bezweifelt.
- Johann Heinrich Müller (1671–1731)

aus Nürnberg, Bekanntschaft mit Weigel in den 1690er Jahren; dass er in Jena studiert hat wird allerdings bezweifelt.
- Johannes Müller

aus Bayreuth, 1670 Immatrikulation an der Universität Jena, 7. Mai 1670 Deposition,
- Johannes Jacob Müller (1647–1716)

aus Nürnberg, 1666 Immatrikulation an der Universität Jena,

### N
- Caspar Neumann (1648–1715)

aus Breslau, 1667 Immatrikulation an der Universität Jena, 10. Oktober 1667 Deposition, bis 1671 Studium an der Universität Jena,
- Johann Nieman

aus Schleswig, 8. November 1655 Immatrikulation an der Universität Jena, 1657 Respondent: Erhardi Weigelii […] Astronomiae Pars Sphaerica Methodo Euclidea Conscripta. Jena 1657, Teil 2.
- Friedrich Nitsche (1641–1702)

aus Dresden, 1662 Respondent: Genuinum Societatis Civilis Scopvm Excerptis Qvibusdam Mathematicis Praefixum In Alma Salana […]. Jena 1662, Studium der Theologie, Mathematik und Rechte an der Universität Jena.

### O
- Johann Werner Oesius (–1698)

aus Frischborn in Hessen, 1657 Respondent: Exercitatio logica de proprio […]. Jena 1657.
- Heinrich Opitz (1642–1712)

aus Altenburg, 8. Mai 1663 Immatrikulation an der Universität Jena, 1672 bis 1675 Adjunkt an der philosophischen Fakultät und Professor für griechische Sprache an der Universität Jena.

### P
- Paul Pater (1656–1724)

aus Menersdorf in Ungarn, 5. Oktober 1680 Immatrikulation an der Universität Jena, erwarb den Magistergrad und lehrte 8 Jahre an der Universität Jena Mathematik und alte Sprachen.
- Johann Werner Paus (1670–1735)

aus Salzungen in Thüringen, 1. Februar 1690 Immatrikulation an der Universität Jena,
- Christian Pescheck (1676–1744)

aus Zittau, Studium an der Universität Jena in den 1690er Jahren.
- Johann Sigismund Pfinzing von Henfenfeld (1665–1729)

aus Nürnberg, 23. August 1684 Immatrikulation an der Universität Jena, befreundet mit dem Nürnberger Weigel-Kreis.
- Erich Philipp Ploennies (1672–1751)

aus Speyer, 1690er studierte ab 1690 an der Universität Leipzig und besuchte von dort aus Weigel in Jena, um an dessen Privatseminaren teilzunehmen, bezeichnete 1701 in der Einladung zu seiner Antrittsvorlesung als Professor für Mathematik an der Universität Gießen Weigel als sein Vorbild.
- Gottfried Pohl (1659(?)–nach 1736)

aus Breslau(?), 1667? Studium an der Universität Jena.
- Johann Praetorius (1634–1705)

aus Quedlinburg, 1658 Immatrikulation an der Universität Jena, 1660 Magister und Adjunkt an der philosophischen Fakultät bis 1666.
- Samuel Pufendorf (1632–1694)

aus Chemnitz, 14. August 1656 Immatrikulation an der Universität Jena, bis 1658 Studium der Rechte und Philosophie an der Universität Jena, Korrespondenzpartner von Weigel.

### R
- Cunrad Tiburtius Rango (1639–1700)

aus Kolberg in Pommern, 2. August 1654 Immatrikulation an der Universität Jena, Studium der Medizin und Mathematik, besuchte Vorlesungen bei dem „berühmten Professor Erhard Weigel“.
- Wolfgang Christoph Räthel (1663–1729)

aus Schwarzenbach im Vogtland, 16. Juni 1681 Immatrikulation an der Universität Jena,
- Johann Elias Reichardt (1668–1731)

aus Frauenbreitungen in Thüringen, 25. August 1688 Immatrikulation an der Universität Jena, 1691 Respondent: Erhardi Weigelii […] Genealogiam Matheseos […]. Jena 1691, (Digitalisat).
- Paul Reinel (1632–1686)

aus Selb im Vogtland, 1649 Immatrikulation an der Universität Jena 1655 Respondent: Exercitationum Philosophicarum Prima De Natura Logicae […]. Jena 1655.
- Georg Siegmund Richter (1645–1711)

aus Nürnberg, 21. September 1663 Immatrikulation an der Universität Jena,
- Johann Jacob Richter (1653–1729)

aus Schwarzenbach im Vogtland, 1670er Jahre Studium an der Universität Jena.
- Johannes Riemer (1648–1714)

aus Halle, 1670 Immatrikulation an der Universität Jena, 1672 Respondent: Universi Corporis Pansophici Prodromvs De Gradibvs Humanae Cognitionis […]. Jena 1672.
- Andreas Rittner (1646–1721)

aus Tangermünde, 15. Mai 1666 Immatrikulation an der Universität Jena, Studium der Theologie, orientalischen Sprachen und Mathematik, 1668 Magister.
- Samuel Rodigast (1649–1708)

aus Gröben bei Jena, 1668 Immatrikulation an der Universität Jena, 6. August 1668 Deposition, erwarb 1671 den Magistergrad, 1676 Adjunkt der philosophischen Fakultät, Mitglied der Societas Disquirentium, lehrte bis 1680 an der Universität Jena.
- Johann Stephan Rudolf (1654–1698)

aus Bayreuth, 1674 Immatrikulation an der Universität Jena, 26. Oktober 1674 Deposition, Studium der Theologie und Mathematik an der Universität Jena.
- Georg Friedrich Rudolph

aus Schweinfurt, 3. Juli 1677 Immatrikulation an der Universität Jena, 1679 Respondent: […] De Veritate Multitudinis […]. Jena 1679.

### S
- Johann Conrad Schaller (1668–1744)

aus Bayreuth, 15. Mai 1690 Immatrikulation an der Universität Jena, am 6. November 1695 licentiatus juris,
- Johann Schard (1660–1727)

aus Helmbrechts in Franken, 30. Oktober 1685 Immatrikulation an der Universität Jena, hörte in Jena u. a. Weigel, ging Anfang 1686 wieder zurück an die Universität Leipzig, Korrespondenzpartner von Weigel.
- Johann Andreas Scheidlin (1643–1715)

aus Augsburg, 8. Mai 1663 Immatrikulation an der Universität Jena, am 6. November 1669 zur jur. Promotion zugelassen, 1665 Respondent: Disputatio […] Statica […] De Aestimatione Gravium […]. Jena 1665.
- Johann Benjamin Schilter (1632–1684)

aus Leipzig, 1651 Immatrikulation an der Universität Jena 1653 Respondent: Commentatio Astronomica De Cometa Novo Qui sub finem Anni 1652. lumine sub obscuro nobis illuxit. […]. Jena 1653.
- Sylvester Heinrich Schmidt (1660–1738)

aus Lichtenberg im Vogtland, 7. Mai 1683 Immatrikulation an der Universität Jena, erwarb 1684 den Magistergrad,
- Christian Schmidt

aus Gotha, 14. Februar 1656 Immatrikulation an der Universität Jena, 1657 Respondent: Erhardi Weigelii […] Astronomiae Pars Sphaerica Methodo Euclidea Conscripta. Jena 1657, Teil 3.
- Johann Andreas Schmidt (1652–1726)

aus Worms, 1673 Immatrikulation an der Universität Jena, 1676 Mag. phil., 1678 Adjunkt an der philosophischen Fakultät, 1683 ordentl. Prof. der Logik und Metaphysik, ab 1694 Lic. theol. und Prof. Theol., 1695 Dr. theol. an der Universität Jena, 13. November 1695 Prof. der Kirchengeschichte an der Universität Helmstedt, in Jena ein Vertrauter von Weigel.
- Georg Schneider

aus Breslau, 1674 Immatrikulation an der Universität Jena, 1675 Respondent: […] Dissertationem Academicam de Corpore, Divini Numinis Charactere Demonstrativo […]. Jena 1675.
- Matthias Salomon Schnitzer (1659–1734)

aus Kulmbach, 16. Juni 1680 Immatrikulation an der Universität Jena, 1682 Promotion zum Magister unter Weigel.
- Heinrich Schomburg (1630–1690)

aus Hildesheim, 1652 Immatrikulation an der Universität Jena, 1654 Respondent: Geoscopiae Selenitarum, h.e. Discursus Astronomici […] Pars Prima […]. Jena 1654.
- Wolfgang David Schöpf (1657–1717)

aus Kulmbach, 1. August 1679 Immatrikulation an der Universität Jena,
- Wilhelm von Schröder (1640–1688)

aus Königsberg in Franken, 2. März 1659 Immatrikulation an der Universität Jena,
- Gottfried Schultz (1643–1698)

aus Breslau, 10. Mai 1666 Immatrikulation an der Universität Jena.
- Stephan Schumann

aus Gleina (bei Zeitz?), 1675 Immatrikulation an der Universität Jena, 24. Mai 1675 Deposition, 1680 Mitarbeit an der Schrift: Cosmologia Nucleum Astronomiae & Geographie […]. Jena 1680.
- Johann Jacob Schütz (1640–1690)

aus Frankfurt am Main, 6. April 1657 Immatrikulation an der Universität Jena, besuchte Vorlesungen von Weigel in Jena.
- Johann Tobias Seifart (ca. 1634–ca. 1668)

aus Altenburg, 1649 und 1653 Immatrikulation an der Universität Jena, 1657 Respondent: Erhardi Weigelii […] Astronomiae Pars Sphaerica Methodo Euclidea Conscripta. Jena 1657, Teil 1, vermutlich ein Sohn von Tobias Seifart (1608–1664), der anfangs Rektor des Gymnasiums in Altenburg war.
- Andreas Günther Seiffart († nach 1671)

aus Göttingen, 1654 Respondent: Secundae Partis Geoscopiae Selenitarum Disputatio Secunda De Eclipsibus […]. Jena 1654.
- Christoph Semler (1669–1740)

aus Halle, 18. Mai 1685 oder/und 27. Oktober 1691 Immatrikulation an der Universität Jena, siehe unter „Sembler, Chph.“ mit 1691 und unter „Semlerus, Chphs.“ mit 1685, bis 1693 Studium der Theologie und Philosophie an der Universität Jena.
- Bernhard Sivers (1649–1694)

aus Hamburg, 1671 Immatrikulation an der Universität Jena, 1672 Respondent: Universi Corporis Pansophici Prodromvs De Gradibvs Humanae Cognitionis […]. Jena 1672.
- Felix Spitz (1641–1717)

aus Ronneburg, 1660 Immatrikulation an der Universität Jena, bis 1685 (mit Unterbrechungen) an der Universität Jena, heiratete 1673 Weigels Tochter Anna Catharina.
- Wolfgang Melchior Stisser (1632–1709)

aus Halle, 1651 Studium an der Universität Leipzig, besuchte dort Collegia von Weigel, 7. Februar 1653 Immatrikulation an der Universität Jena.
- Heinrich Arnold Stockfleth (1643–1708)

aus Hannover, erzogen bei Weigels Freund Daniel Wülfer, gehörte zum mittelfränkischen Weigel-Kreis.
- Stephan Stör (1639–1694)

aus Fischbach bei Nürnberg, 1659 Immatrikulation an der Universität Jena, studierte fünf Jahre an der Universität Jena, wohnte bei Weigel.
- Johann Stübner (1649–1705)

1670er [?] Jahre Studium an der Universität Jena, Magisterpromotion.
- Johann Christoph Sturm (1635–1703)

aus Hilpoltstein, 28. Februar 1656 Immatrikulation an der Universität Jena, bis 1660 und von 1661 bis 1662 Studium der Mathematik, Physik und Theologie an der Universität Jena, 1657 Respondent: Erhardi Weigelii […] Astronomiae Pars Sphaerica Methodo Euclidea Conscripta. Jena 1657, Teil 2, 1659 bis 1660 Vorsitzender bei mehreren Disputationen in Jena, führte nach Weigels Tod gemeinsam mit Johannes Meyer und Georg Albrecht Hamberger die Bestrebungen Weigels zur Überwindung der Kalenderspaltung fort. Vater von Leonhard Christoph Sturm.
- Leonhard Christoph Sturm (1669–1719)

aus Altdorf, 11. Juli 1689 Immatrikulation an der Universität Jena, erwarb bereits davor den Magistergrad an der Universität Altdorf, Lehrtätigkeit an der Universität Jena. Sohn von Johann Christoph Sturm.

### T
- Silvester Tappe (1631–1701)

aus Hildesheim, 1650 Immatrikulation an der Universität Jena, 1657 Respondent: Erhardi Weigelii […] Astronomiae Pars Sphaerica Methodo Euclidea Conscripta. Jena 1657, Teil 3.
- Gottfried Teuber (1656–1731)

aus Zeitz, 26. Mai 1677 Immatrikulation an der Universität Jena, 1680 Mitarbeit an der Schrift: Cosmologia Nucleum Astronomiae & Geographiae […]. Jena 1680, bis 1682 Studium der Mathematik und der Theologie an der Universität Jena, Vertrauter von Weigel.

### V
- Irenaeus Vehr (1646–1709)

aus Berlin, 1664 Immatrikulation an der Universität Jena, „über die Entwicklung moderner wissenschaftlicher Methoden konnte er sich in den Vorlesungen von Erhard Weigel […] informieren“.
- Christian Andreas Vinhold (1645–1708)

aus Roßwein, 11. Juli 1666 Immatrikulation an der Universität Jena, 1671 Respondent: Theses Philosophico-Mathematicae […]. Jena 1671.
- Hendrick Vockestaert († nach 1710)

aus Delft in den Niederlanden, 1673 Immatrikulation an der Universität Jena, 1675 Respondent: De Jurejurando Specimen Academicum […]. Jena 1675.
- Christoph Vogel (1628–1678)

aus Nossen, 1652 Respondent: Dissertatio […] De Tempore In Genere […]. Leipzig 1652 (Schuling 1970, Nr. 2), 13. Juni 1656 Immatrikulation an der Universität Jena,

### W
- Rudolf Christian Wagner (1671–1740)

aus Nesselroda in Hessen, 19. Juni 1685 Immatrikulation an der Universität Jena, Studium der Philosophie, Mathematik und Medizin an der Universität Jena, stellte in einem Brief an Leibniz sein Studium dar als „[…] adibam, quibus etiam lectiones Weigelianae in cosmographiam suam jungebantur.“
- Wolfgang Ernst Wagner (* ca. 1670)

aus Weidenberg in Franken, 12. Mai 1690 Immatrikulation an der Universität Jena, Vertrauter von Weigel, verteidigte am 24. Mai 1698 seine Inauguralschrift als Secretarius physico mathematicus und Referendarius Collegii Artis Consultorum.
- Georg Albert Wahler

aus Kitzingen in Franken, 28. November 1689 Immatrikulation an der Universität Jena, 1691 Respondent: Erhardi Weigelii […] Compendium Logisticae Praemissa Doctrina de tribus Mentis Operationibus in Computando […]. Jena 1691.
- Johann Friedrich Walther (1662–1689)

aus Hof, 26. Januar 1681 Immatrikulation an der Universität Jena,
- Matthäus Weber

aus Bielen im Schwarzburgischen, 1671 Immatrikulation an der Universität Jena, 23. Mai 1671 Deposition, 1672 Respondent: Universi Corporis Pansophici Prodromvs De Gradibvs Humanae Cognitionis […]. Jena 1672.
- Georg Wolfgang Wedel (1645–1721)

aus Spremberg in der Lausitz, 1662 Immatrikulation an der Universität Jena, 7. Dezember 1669 Promotion zum Dr. med. Schwiegervater von Weigels Urenkel Georg Erhard Hamberger.
- Heinrich Weidemann

aus Lüneburg, 1652 Respondent: Farrago Qvestionum Politicarum De Republica […]. Leipzig 1652.
- Christoph Weigel (1654–1725)

aus Redtwitz, 1671 Immatrikulation an der Universität Jena, Vetter von Erhard Weigel.
- Clemens Weigel (1653–1687)

vmtl. aus Wunsiedel, 16. Mai 1666 Immatrikulation an der Universität Jena.
- Jacob Philipp Werenberg († 1705)

aus Amelinghausen bei Lüneburg, 1673 Immatrikulation an der Universität Jena, 2. September 1673 Deposition, 1675 Respondent: […] Dissertatio Academica De Corpore Divini Numinis Charactere Demonstrativo […]. Jena 1675.
- Andreas Wetterhamn (1651–1707), 1688 geadelt „Riddermarck“

aus Schweden, 1673 Respondent: Exercitatio pantologica secunda, quae tetractyn substantiarum et […]. Jena 1673, 1684 Professor der Mathematik an der Universität Lund.
- H. J. Wiegand

Studium an der Universität Jena, wird im Eimmart-Nachlass erwähnt.
- Johann Leonhard Wild

aus Nürnberg, 1657 Respondent: Erhardi Weigelii […] Astronomiae Pars Sphaerica Methodo Euclidea Conscripta. Jena 1657, Teil 3.
- Theophil Wild

aus Waldheim, 11. Juli 1654 Immatrikulation an der Universität Jena, 1654 Respondent: Secundae Partis Geoscopiae Selenitarum Disputatio Prima De Phasibus Terrae […]. Jena 1654.
- August Wolf

aus Annaberg, 1645 Immatrikulation an der Universität Leipzig, 1650 Respondent: De Ascensionibus Et Descensionibus Astronomicis Dissertatio […]. Leipzig 1650,
- Johann Wülfer (1651–1724)

aus Nürnberg, 30. Januar 1673 Immatrikulation an der Universität Jena, 1673 Respondent: Erhardi Weigelii […] Physicae Pansophicae […]. Jena 1673.

### Z
- Jacob Zabler († nach 1675)

aus Bartfeld in Ungarn, 1658 Immatrikulation an der Universität Jena, 7. Juli 1658 Deposition,
- Bernhard Zech (1649–1720)

aus Weimar
- Wilhelm Zesch (1629–1682)

aus Beverstedt bei Bremen, 1654 Immatrikulation an der Universität Jena, 3. Januar 1654 Deposition, 1657 Respondent: Erhardi Weigelii […] Astronomiae Pars Sphaerica Methodo Euclidea Conscripta. Jena 1657, Teil 1, nahm 1682 kurz vor seinem Tod eine theologische Professur in Jena an.